# Timori földirigó
A timori földirigó (Geokichla peronii)  a madarak osztályának verébalakúak (Passeriformes) rendjébe és a rigófélék (Turdidae) családjába tartozó faj.

## Rendszerezése
A fajt Louis Pierre Vieillot francia ornitológus írta le 1818-ban, a Turdus nembe Turdus peronii néven. Sorolták a Zoothera nembe Zoothera peronii néven is.

## Alfajai
- Geokichla peronii audacis (Hartert, 1899) - Timor keleti része és Wetar és Babar szigetek
- Geokichla peronii peronii (Vieillot, 1818) - Timor nyugati része és Rote sziget  [2]

## Előfordulása
Indonézia és Kelet-Timor területén honos. Természetes élőhelyei a szubtrópusi vagy trópusi száraz erdők és síkvidéki esőerdők, valamint másodlagos erdők. Állandó, nem vonuló faj.

## Megjelenése
Testhossza 22 centiméter.

## Természetvédelmi helyzete
Az elterjedési területe még elég nagy, de az erdőkivágások miatt csökken, egyedszáma is folyamatosan csökken. A Természetvédelmi Világszövetség Vörös listáján mérsékelten fenyegetett fajként szerepel.